# Groupe local
Le Groupe local de galaxies, ou plus simplement le Groupe local, est le groupe de plus de 60 galaxies auquel appartient la Voie lactée,,. Son diamètre est d’environ trois millions de parsecs (soit environ dix millions d'années-lumière). Le Groupe local semble être un représentant typique des groupes de galaxies qui se trouvent dans l’Univers. Il possède à peu près tous les types usuels de galaxies, à l’exception des galaxies elliptiques géantes, qui ne sont jamais présentes dans des structures aussi petites. Le groupe local fait partie du superamas de la Vierge.
Voici une localisation des principales galaxies du Groupe local :

## Historique
D'après l'historien des sciences américain Steven J. Dick, l'expression « Groupe local » est due à l'astronome allemand Walter Baade qui l'utilisa, le premier, en 1935, dans une publication relative à l'amas globulaire NGC 2419.
L'expression est reprise, dès 1936, par l’astronome américain Edwin Hubble, dans le chapitre VI de son ouvrage The Realm of Nebulae. Hubble recense huit galaxies — la Voie lactée, le Grand Nuage de Magellan (LMC), le Petit Nuage de Magellan (SMC), la galaxie d'Andromède (M31), M32, NGC 205, la galaxie du Triangle (M33), la galaxie de Barnard (NGC 6822) et IC 1613 — et trois membres potentiels — IC 10 ainsi que NGC 6946 et IC 342. Alors que l'appartenance d'IC 10 au Groupe local sera établie en 1996, IC 342 en sera exclue en 2000.
D'après Dick, c'est Baade qui utilisa, le premier, en 1944, l'expression « Groupe local de galaxies », dans une publication établissant l'appartenance au Groupe local de la galaxie irrégulière NGC 147 et de la galaxie naine sphéroïdale NGC 185.
En 1963, Baade porte à dix-huit le nombre de galaxies du Groupe local, en ajoutant à la liste les galaxies du Dragon (Draco), du Fourneau (Fornax), du Lion I (Leo I), du Lion II (Leo II), du Sculpteur (Sculptor) et de la Petite Ourse (Ursa Minor) ainsi que la galaxie IC 5152 qui en sera exclue en 1999.
Entre 1963 et 2000, la découverte de plusieurs galaxies naines fait passer le nombre à 38, avec un taux de découverte à peu près constant de quatre galaxies par décennie.
Le nombre exact de galaxies du Groupe local est incertain du fait des difficultés de détection de ses membres les moins lumineux, et de l’incertitude sur l’extension physique réelle du Groupe local.

## Caractéristiques
Les deux membres principaux de ce groupe sont la galaxie d’Andromède (M31) et la Voie lactée, chacune d’elles possédant son propre système de galaxies satellites.
Autour de la Voie lactée gravitent les deux nuages de Magellan et les galaxies du Grand Chien, du Sagittaire, de la Petite Ourse, du Dragon, de la Carène, du Sextant, du Sculpteur, du Fourneau, du Lion I, du Lion II et du Toucan. La galaxie naine du Grand Chien est la galaxie la plus proche de la nôtre, à environ 25 000 années-lumière de distance.
Le sous-groupe d'Andromède comprend M32, la galaxie du Triangle (M33), M110, NGC 147, NGC 185, Andromeda I, Andromeda II, Andromeda III et Andromeda IV. La galaxie du Triangle (M33), la troisième plus grande galaxie du Groupe local, possède probablement la galaxie naine des Poissons comme satellite.
Les autres membres du Groupe local sont gravitationnellement indépendants de ces larges sous-groupes.

## Membres
La liste suivante énumère les membres du Groupe local, classés par distance croissante de la Terre :
| Galaxie                                    | Classe            | Type           | Distance                                | Sous-groupe             | Luminosité (millions de soleils) |
| ------------------------------------------ | ----------------- | -------------- | --------------------------------------- | ----------------------- | -------------------------------- |
| La Voie lactée (notre galaxie)             | Spirale barrée    | Sb             | 0                                       | Voie lactée             | 8300                             |
| Galaxie naine du Grand Chien               | Irrégulière       | Irr            | environ 7,7 kpc (∼25 100 al)            | Voie lactée             | 20                               |
| SagDEG                                     | Naine elliptique  | dSph(t)        | environ 24,4 kpc (∼79 600 al)           | Voie lactée             | 18                               |
| Grand Nuage de Magellan                    | Irrégulière       | Irr/SB(s)m     | environ 48,5 kpc (∼158 000 al)          | Voie lactée             | 2100                             |
| Galaxie naine du Bouvier                   | Naine sphéroïde   | dSph           | 60 ± 6 kpc (∼196 000 al)                | Voie lactée             | ?                                |
| Petit Nuage de Magellan                    | Irrégulière       | SB(s)m pec     | 61 ± 3 kpc (∼199 000 al)                | Voie lactée             | 580                              |
| Galaxie naine de la Petite Ourse           | Naine sphéroïde   | dE4            | environ 63 kpc (∼205 000 al)            | Voie lactée             | 0,3                              |
| Galaxie naine du Dragon                    | Naine sphéroïde   | dE0 pec        | 80 ± 10 kpc (∼261 000 al)               | Voie lactée             | 0,3                              |
| Galaxie naine du Sextant                   | Naine sphéroïde   | dE3            | 86 ± 6 kpc (∼280 000 al)                | Voie lactée             | 0,5                              |
| Galaxie naine du Sculpteur                 | Naine sphéroïde   | dE3            | environ 87 kpc (∼284 000 al)            | Voie lactée             | 2,2                              |
| Galaxie naine de la Carène                 | Naine sphéroïde   | dE3            | environ 100 kpc (∼326 000 al)           | Voie lactée             | 0,4                              |
| Galaxie naine du Fourneau                  | Naine sphéroïde   | dSph/E2        | 138 ± 8 kpc (∼450 000 al)               | Voie lactée             | 16                               |
| Leo II                                     | Naine sphéroïde   | dE0 pec        | 210 ± 15 kpc (∼685 000 al)              | Voie lactée             | 0,6                              |
| Leo I                                      | Naine sphéroïde   | dE3            | 250 ± 25 kpc (∼815 000 al)              | Voie lactée             | 4,8                              |
| Galaxie naine du Phénix                    | Irrégulière       | Irr            | environ 396 kpc (∼1,29 million d'al)    | Voie lactée             | ?                                |
| Galaxie de Barnard                         | Naine elliptique  | IB(s)m IV-V    | 500 ± 10 kpc (∼1,63 million d'al)       |                         | 94                               |
| NGC 185                                    | Naine sphéroïde   | dE3 pec        | 660 ± 30 kpc (∼2,15 millions d'al)      | Andromède               | 130                              |
| NGC 147                                    | Naine elliptique  | dE5 pec        | 660 ± 30 kpc (∼2,15 millions d'al)      | Andromède               | 130                              |
| IC 10                                      | Irrégulière       | dIrr IV/BCD    | 660 ± 60 kpc (∼2,15 millions d'al)      |                         | ?                                |
| Leo A                                      | Irrégulière       | IBm V          | 690 ± 60 kpc (∼2,25 millions d'al)      | Voie lactée ou NGC 3109 | 3                                |
| Andromeda II                               | Naine sphéroïde   | dE0            | environ 700 kpc (∼2,28 millions d'al)   | Andromède               | 2,4                              |
| IC 1613                                    | Irrégulière       | IAB(s)m V      | 725 ± 35 kpc (∼2,36 millions d'al)      | Andromède/LC[Quoi ?]    | 64                               |
| Andromeda III                              | Naine sphéroïde   | dE2            | 760 ± 70 kpc (∼2,48 millions d'al)      | Andromède               | 1,1                              |
| Galaxie naine de Cassiopée                 | Naine sphéroïde   | dSph           | 760 ± 70 kpc (∼2,48 millions d'al)      | Andromède               | 5,7                              |
| M32                                        | Elliptique        | E2             | 763 ± 24 kpc (∼2,49 millions d'al)      | Andromède               | 380                              |
| Galaxie naine des Poissons                 | Irrégulière       | dIr/dSph       | 769 ± 25 kpc (∼2,51 millions d'al)      | Andromède ou Triangle   | 1,3                              |
| Galaxie naine de la Baleine                | Naine sphéroïde   | dSph/E4        | 775 ± 50 kpc (∼2,53 millions d'al)      |                         | ?                                |
| Galaxie d’Andromède (M31)                  | Spirale           | SA(s)b I-II    | 778 ± 17 kpc (∼2,54 millions d'al)      | Andromède               | 26000                            |
| Andromeda I                                | Naine sphéroïde   | dE3 pec?       | 810 ± 30 kpc (∼2,64 millions d'al)      | Andromède               | 4,77                             |
| Andromeda V                                | Naine sphéroïde   | dSph           | 810 ± 45 kpc (∼2,64 millions d'al)      | Andromède               | ?                                |
| M110                                       | Elliptique        | E5 pec         | 830 ± 35 kpc (∼2,71 millions d'al)      | Andromède               | 370                              |
| Galaxie du Triangle (M33)                  | Spirale           | SA(s)cd II-III | 847 ± 60 kpc (∼2,76 millions d'al)      | Andromède ou Triangle   | 3000                             |
| Galaxie naine du Toucan                    | Naine sphéroïde   | dE5            | 870 ± 60 kpc (∼2,84 millions d'al)      |                         | ?                                |
| Wolf-Lundmark-Melotte                      | Irrégulière       | Ir+            | 930 ± 30 kpc (∼3,03 millions d'al)      |                         | 500                              |
| Andromeda VI                               | Naine sphéroïde   | dSph           | environ 955 kpc (∼3,11 millions d'al)   | Andromède               | ?                                |
| Galaxie naine du Verseau                   | Naine elliptique  | Im V           | 1 025 ± 50 kpc (∼3,34 millions d'al)    |                         | ?                                |
| DDO 216 également nommée : Pegasus, PegDIG | Naine irrégulière | SB(s)m pec     | 1,07 ± 0,05 Mpc (∼3,49 millions d'al)   | Voie lactée             | 12                               |
| SagDIG                                     | Irrégulière       | IB(s)m V       | environ 1 300 kpc (∼4,24 millions d'al) |                         | 6,9                              |

### Autres objets notables
- Nuage de Smith[15],[16]
- HVC 127-41-330
- Anneau de la Licorne

## Avenir du Groupe local
Le Groupe local subira, dans environ quatre milliards d'années, la fusion des deux principales galaxies qui le composent, la Voie Lactée et la galaxie d'Andromède (M31). Ce qui résultera sera une galaxie elliptique[réf. souhaitée]. Les autres galaxies proches, comme celle du Triangle (M33), deviendront les satellites de la grande galaxie finale.

## Localisation dans l'Univers

Position du Groupe local dans le superamas de la Vierge.

Le Groupe local forme un ensemble considéré comme typique de quelques dizaines de galaxies. Cet ensemble interagit faiblement avec ses voisins, tels le groupe IC 342/Maffei, le filament du Sculpteur ou le nuage des Chiens de Chasse. Tous sont situés en périphérie d'un amas de galaxies relativement massif, appelé amas de la Vierge (parfois, quoique rarement, appelé « Amas local »). L'amas de la Vierge est lui-même le centre d'une structure plus vaste, le superamas de la Vierge (ou Superamas local). L'appartenance au sens strict du Groupe local à l'amas de la Vierge est ambiguë du fait de sa distance à celui-ci. Le Groupe local s'éloigne aujourd'hui de l'amas de la Vierge (du fait de l'expansion de l'Univers), mais il n'est pas exclu que la proximité de ce dernier et la masse du Superamas local dans sa totalité soient à terme suffisantes pour retenir le Groupe local et le faire tomber sur lui.